# Ex Caserma Pastrengo
L'ex caserma Pastrengo è un edificio monumentale che si trova a Ferrara in corso Isonzo 28.

## Descrizione e storia
Fu costruito dal 1925 al 1926 dall'ingegnere Virgilio Coltro e destinato a caserma dei Carabinieri. Dall'ultimo periodo del XX secolo ospita uffici della provincia di Ferrara.
Il palazzo presenta un'architettura piuttosto sobria e non eccessivamente articolata, caratterizzata da una facciata che richiama ad elementi neoquattrocenteschi: l'entrata principale appare infossata fra le due scorporazioni laterali che invece risultano avanzare verso l'esterno. Le finestre sono collocate su tre precisi ordini l'ultimo dei quali è decorato con colore ocra.
Costruita nell'allora rione Giardino la caserma prese il nome di “Pastrengo” in onore della località in provincia di Verona nella quale fu disputata la celebre battaglia.